# Procópio de Constantinopla
Procópio de Constantinopla (em grego: Προκόπιος; 1734–1803 (69 anos)), nascido Pelekasis (Πελεκάσης), foi patriarca ecumênico de Constantinopla entre 1785 e 1789.

## História
Procópio nasceu em Sitsova (Messênia) em 1734 e, aos doze anos, foi morar com seu irmão mais velho, Neófito, que era bispo metropolitano de Ganos e Chora (na Trácia Oriental), para completar sua educação. Posteriormente, foi ordenado diácono e presbítero. Em 1759, quando Neófito faleceu, Procópio o sucedeu a pedido do povo de sua metrópole.
Ali Procópio permaneceu por onze anos, até 1770, quando foi transferido para a Metrópole de Esmirna, que ele conseguiu pacificar depois do tumulto provocado por seu antecessor, Calínico. Ali, ordenou Jorge Angelópulo diácono e o elevou a protossincelo da metrópole. Angelópulo seguiria sua carreira tornando-se patriarca e santo com o nome de Gregório V de Constantinopla. Durante seu reinado, muitas igrejas foram construídas, mas ele não conseguiu permissão para construir uma igreja em homenagem a Fotina de Samaria, a "samaritana no poço" conhecida pelo seu encontro com Jesus.
Entre 1780 e 1782, Procópio foi membro do Sínodo do Patriarcado e passou a morar em Istambul. Em 29 de junho de 1785, ele foi eleito patriarca ecumênico. Asceta, modesto e muito dedicado, Procópio enfrentou os problemas financeiros e administrados do Patriarcado, tentando limitar a influência externa nos assuntos eclesiásticos. Por isso, ele acabou entrando em conflito com o monarca da Moldávia, Alexandre Mavrocordato Firaris, que elegeu o bispo metropolitano da Moldávia, Romanos Leontas, por conta própria.
Em 1787, irrompeu a Segunda guerra russo-turca e o sultão otomano Selim III forçou Procópio a abandonar os movimentos revolucionários e também a coletar impostos e voluntários para as forças otomanas. Por sua postura conciliadora, ele acabou provocando reações duras e fez muitos inimigos. Com um decreto do sultão, ele foi forçado a renunciar em 30 de abril de 1789 e foi exilado no mosteiro da Grande Lavra em Monte Atos.
Anos depois, em 1797, Procópio retornou para sua vila natal e passou a residir numa cela monástica perto da igreja de São Nicolau. Ali ele morreu em 1803 (ou 1804) e foi enterrado perto da igreja. Posteriormente, seus ossos foram transportados para o Mosteiro de Mardakios por ordem do bispo metropolitano de Messênia, Melécio Sakellaropoulos. Quando Crisóstomo Deskalakis assumiu o episcopado na Messênia, um busto de seu predecessor foi instalado no local.